# Вакциниум цилиндрический
Вакциниум цилиндрический, или Ягодник цилиндрический (лат. Vaccinium cylindraceum) — полулистопадный кустарник, вид рода Вакциниум (Vaccinium) семейства Вересковые (Ericaceae). Эндемик Азорских островов. Растение было отмечено премией Королевского садоводческого общества Award of Garden Merit как декоративное растение.

## Описание
Вакциниум цилиндрический — полулистопадный гермафродитный кустарник до 3 м в высоту. Листья зубчатые удлинённые с острыми кончиками. Молодые побеги ярко-красные. Цветки собраны в кисти, имеют форму трубы, розовато-белого цвета. Осенью листья становятся красновато-жёлтыми. Цветёт с мая по июнь. Плод — чёрная псевдоягодой, сочная и мясистая.

Вакциниум цилиндрический
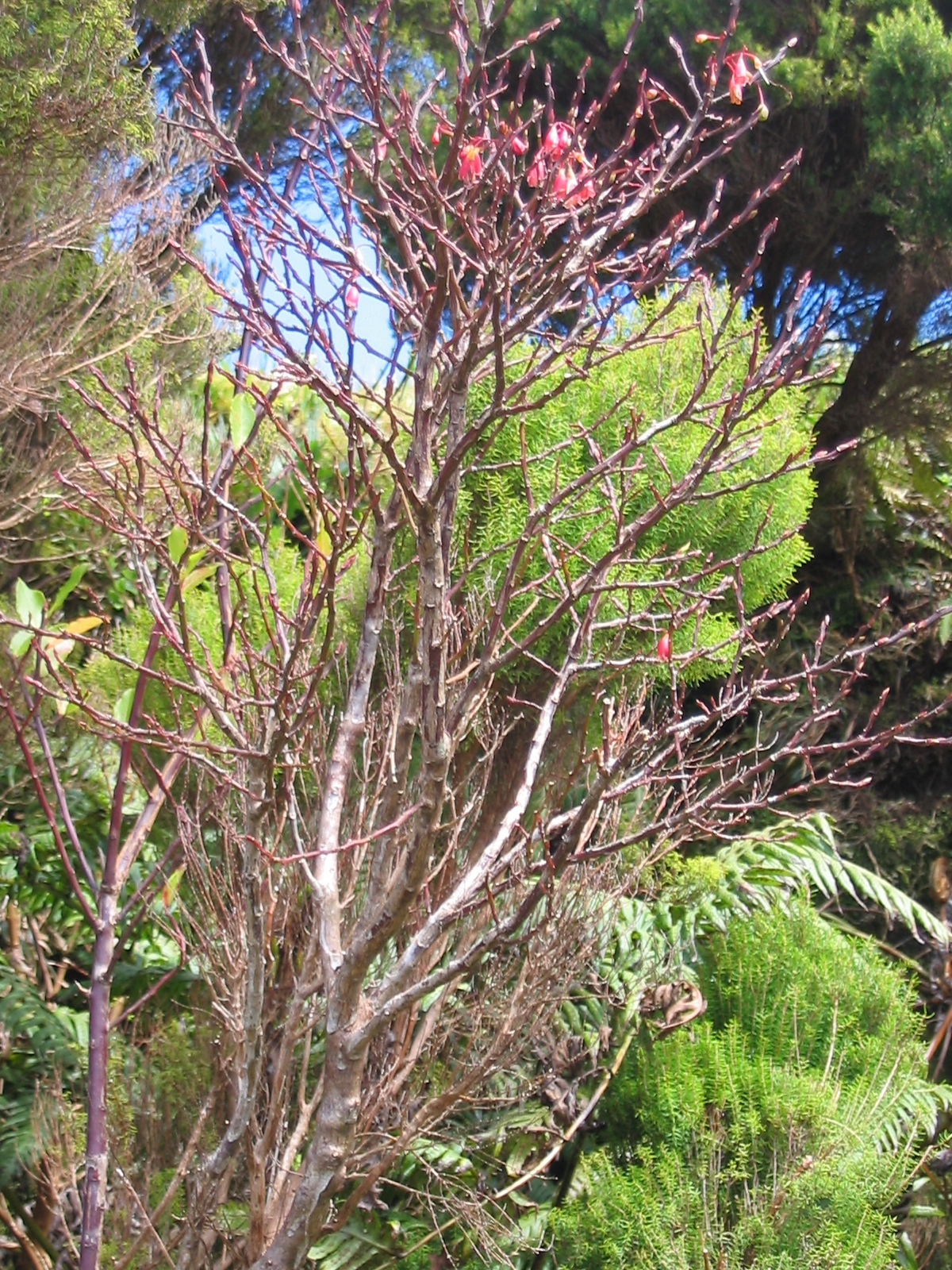
Общий вид
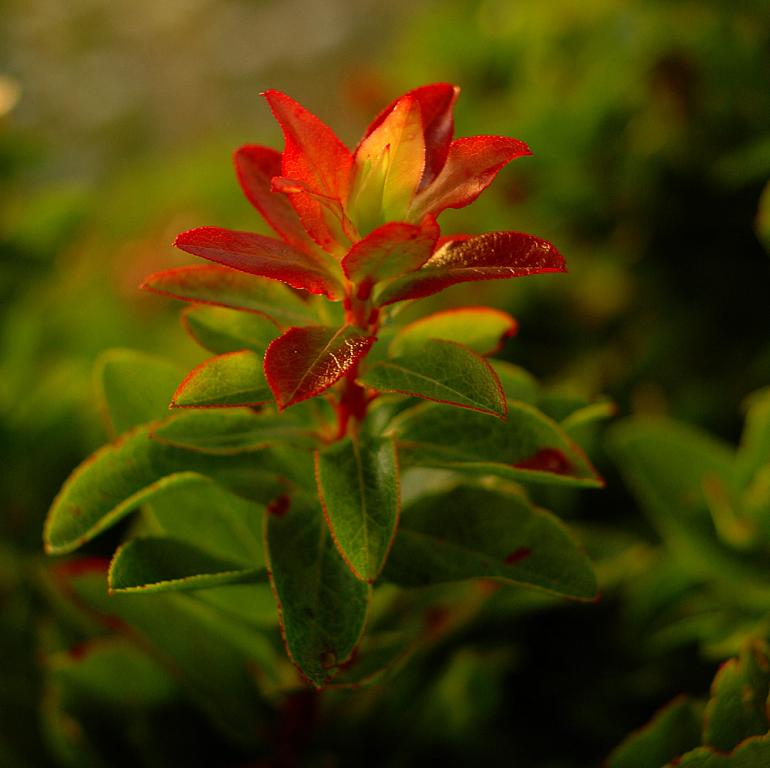
Верхушечный побег
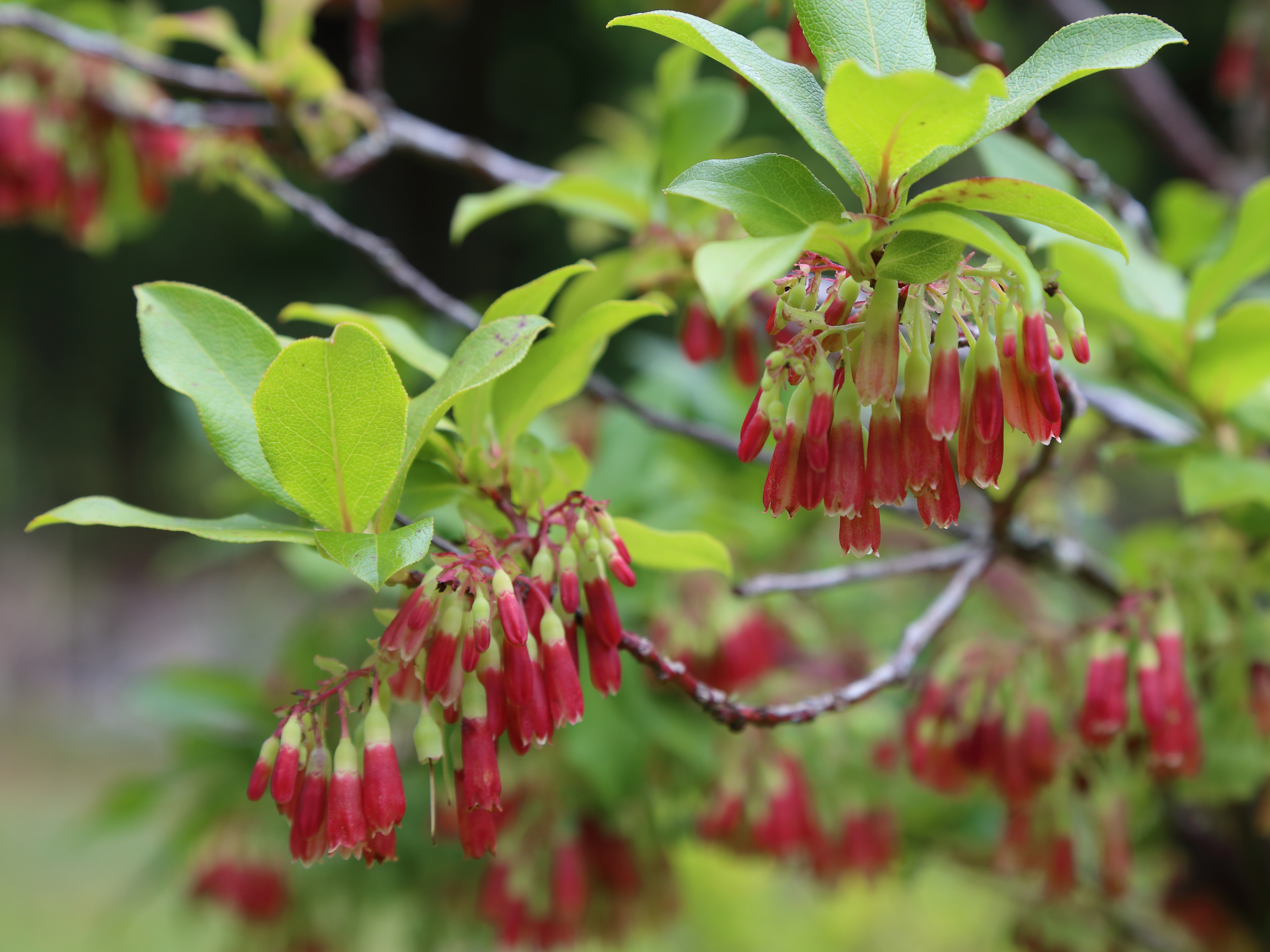
Соцветия

## Ареал и местообитание
Растение произрастает на всех островах Азорских островов, кроме Грасиозы. Растёт на высоте от 380 до 1400 м над уровнем моря.

## Культивирование
Кустарник предпочитает кислую, суглинистую, хорошо дренируемую почву. Растёт в легкой тени или на солнце. Размножается как семенами, так и черенками.